# Vignoble d'Andalousie

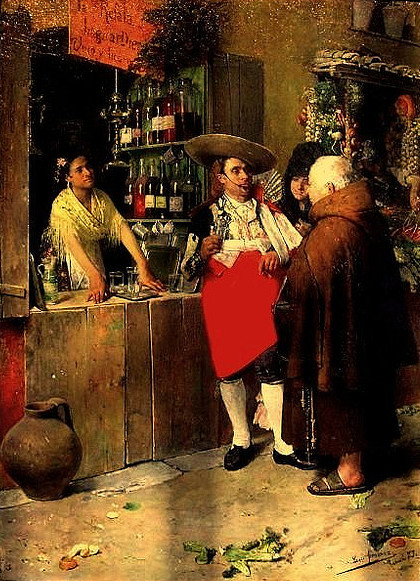
Estaminet andalou par Luis Jimenez Y. Aranda, 1873.

Le vignoble d'Andalousie est un vignoble espagnol correspondant à la région administrative autonome d'Andalousie. Vignoble multimillénaire, il a été un des premiers d'Espagne à commercer avec l'Europe du Nord, grâce à ses ports. Il est devenu un vignoble mondialement reconnu pour ses vins d'appellation.
C'est un vignoble essentiellement tourné vers l'élaboration de vins mutés ou fortifiés par l'ajout d'alcool en fin de fermentation, même si quelques expériences de vinification traditionnelle montrent des résultats encourageants.  

## Histoire

### Antiquité

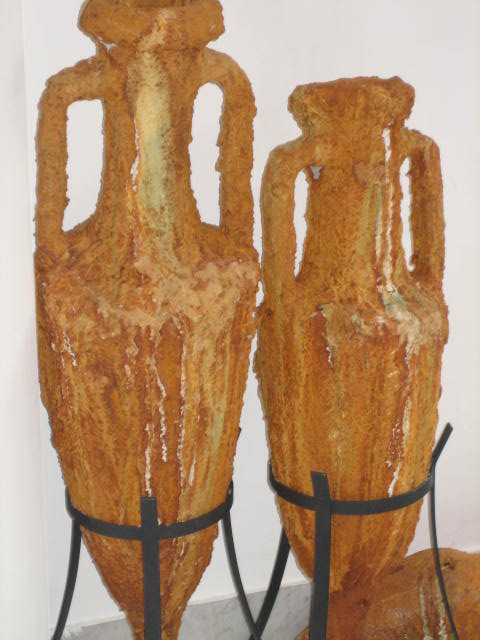
Amphores vinaires, musée du vin de Ronda.

La vigne a été introduite en Andalousie il y a fort longtemps puisque le commerce entre les Grecs et la civilisation de Tartessos comprenait du vin. Des traces très anciennes existent, comme des pressoirs ou des amphores de commerce entre les Phéniciens et la civilisation de Tartessos. Les rois de cette cité conservaient le vin en tonnelets d'argent selon Pline, un historien romain. Ce fait démontre que la viticulture existait dans la région bien avant son inclusion dans l'Empire romain, confirmé par la découverte de pepins de raisins de type vinifera lors de fouilles dans un château, pépins datés des IXe et VIIIe siècles av. J.-C. et d'une sculpture d'un vendangeur de la même époque.
Lorsque Cordoue devient capitale de la Bétique, un florissant marché se développe et la plantation de la vigne s'accentue dans toute la province pour alimenter la population citadine, mais aussi à des fins d'exportation dans tout le monde romain. La culture de l'olivier suit la même frénésie et la Bétique devient même première province pour la production de vin et d'huile.

### Moyen Âge
Durant la domination arabe, la place du vin continue à être à l'honneur des tables, celle des humbles comme celle des élites. Les poètes ont loué le goût du vin et la religion musulmane des dirigeants n'entrave pas la consommation. Les médecins arabes l'utilisent couramment et en font grands compliments, tout en incitant à la modération. Des études techniques sur la culture de la vigne et la vinification ont même été incluses dans leurs encyclopédies.
Après la Reconquista, l'usage du vin et sa présence dans les vers des poètes demeurent. La prise des ports de Cadix et Sanlúcar de Barrameda devient un formidable tremplin pour l'exportation des vins. Les marchands anglais et hollandais viennent vite s'approvisionner en vins. La perte des vins doux de l'est de la Méditerranée (malvoisie de Grèce, commandaria de Chypre…) avec l'expansion de l'Empire ottoman incite ces marins à rechercher plus près ces vins dont leur pays raffole.

## Situation géographique

### Géologie et orographie

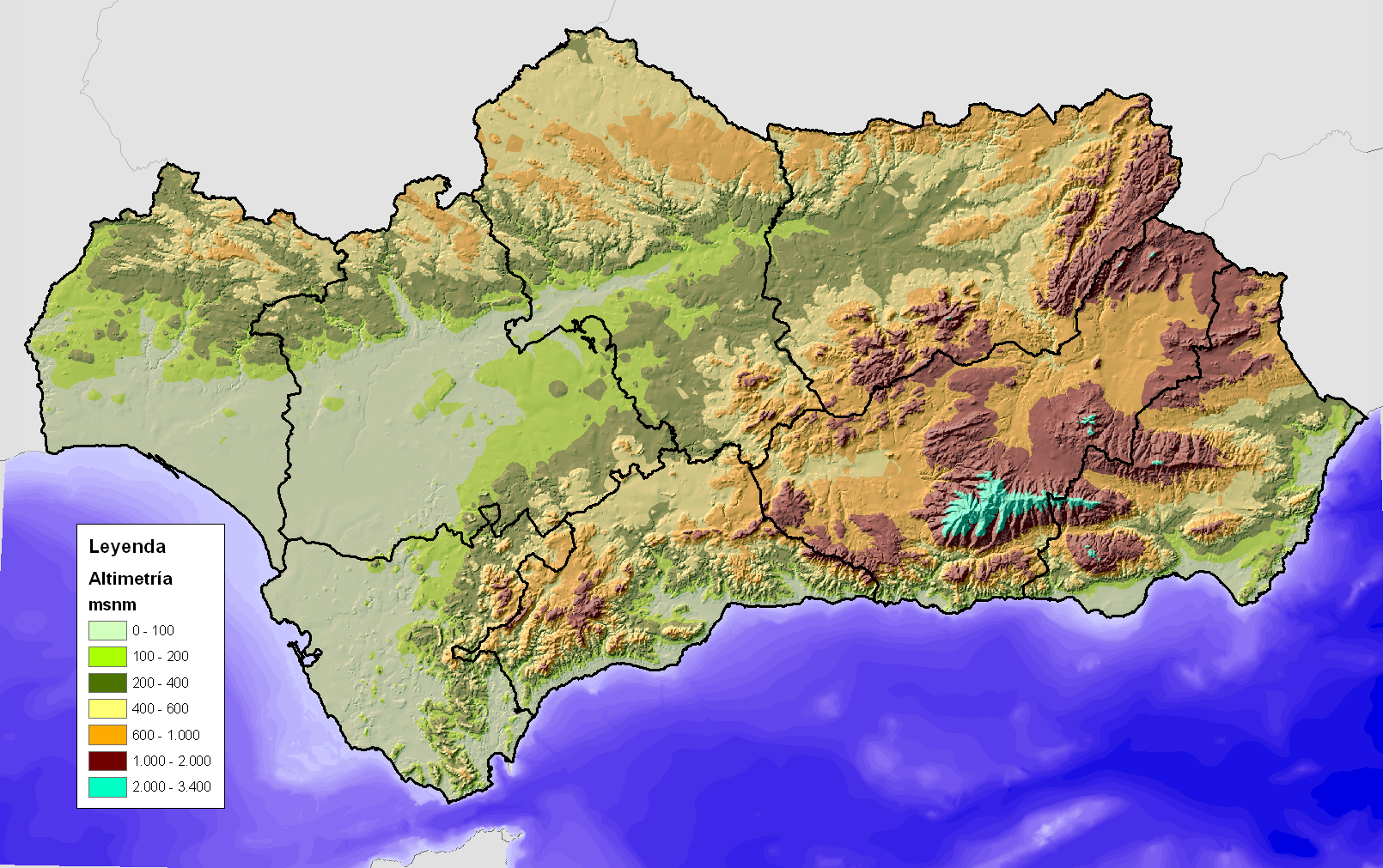
Relief de l'Andalousie.

L'Andalousie est une terre jeune. Lors de la fermeture de la Méditerranée, la sierra Morena et la sierra Nevada se sont formées sur un axe est-ouest. Il s'agit de massifs montagneux constitués de roches métamorphiques, ardoise entre autres, et volcaniques à l'est près d'Almería. Le fleuve Guadalquivir coule dans la vallée qui les sépare, sur un sol sédimentaire déposé par la mer. Les terrains les plus proches du cours d'eau sont des alluvions récents déposés par les crues. C'est une terre noire riche pour l'agriculture.
La richesse du sol est contrebalancée par l'aridité. Les zones irrigables sont dévolues aux cultures maraichères et fruitières, les zones plus sèches à la vigne. C'est la pluviométrie qui limite la vigne et permet une bonne concentration du sucre dans les raisins.

### Climatologie
Le climat andalou est méditerranéen. Les hivers sont doux et relativement arrosés par des précipitations irrégulières, les étés secs et très chauds. Les saisons intermédiaires sont courtes. Des disparités dues au relief créent des climats locaux variés. Ainsi la pluviométrie diminue d'ouest vers l'est, avec comme extrême le désert de Tabernas. La vallée du Guadalquivir ouverte à l'ouest, laisse entrer les précipitations venues de l'océan Atlantique, alors qu'à l'est, la zone très sèche est due à la protection derrière la sierra Nevada.
Les températures minimales sont clémentes et les maximales sont torrides, surtout à l'intérieur des terres. (la côte bénéficie d'un climat tempéré par la mer ou l'océan. Le record d'Espagne est de 47 °C à Séville. 
Ces conditions de culture donnent des raisins très riches en sucres et pauvres en acidité. L'aridité limite les maladies cryptogamiques et la pourriture grise est absente. Une étude sur les conditions de développement du voile de levure à la surface du vin appelé flor, montre que ses conditions de températures optimales se situent entre 16 et 22 °C, pour une humidité entre 60 et 80 %.

## Vignoble

### Généralités
Le vignoble andalou occupe une surface de 86 000 hectares.

### Encépagement

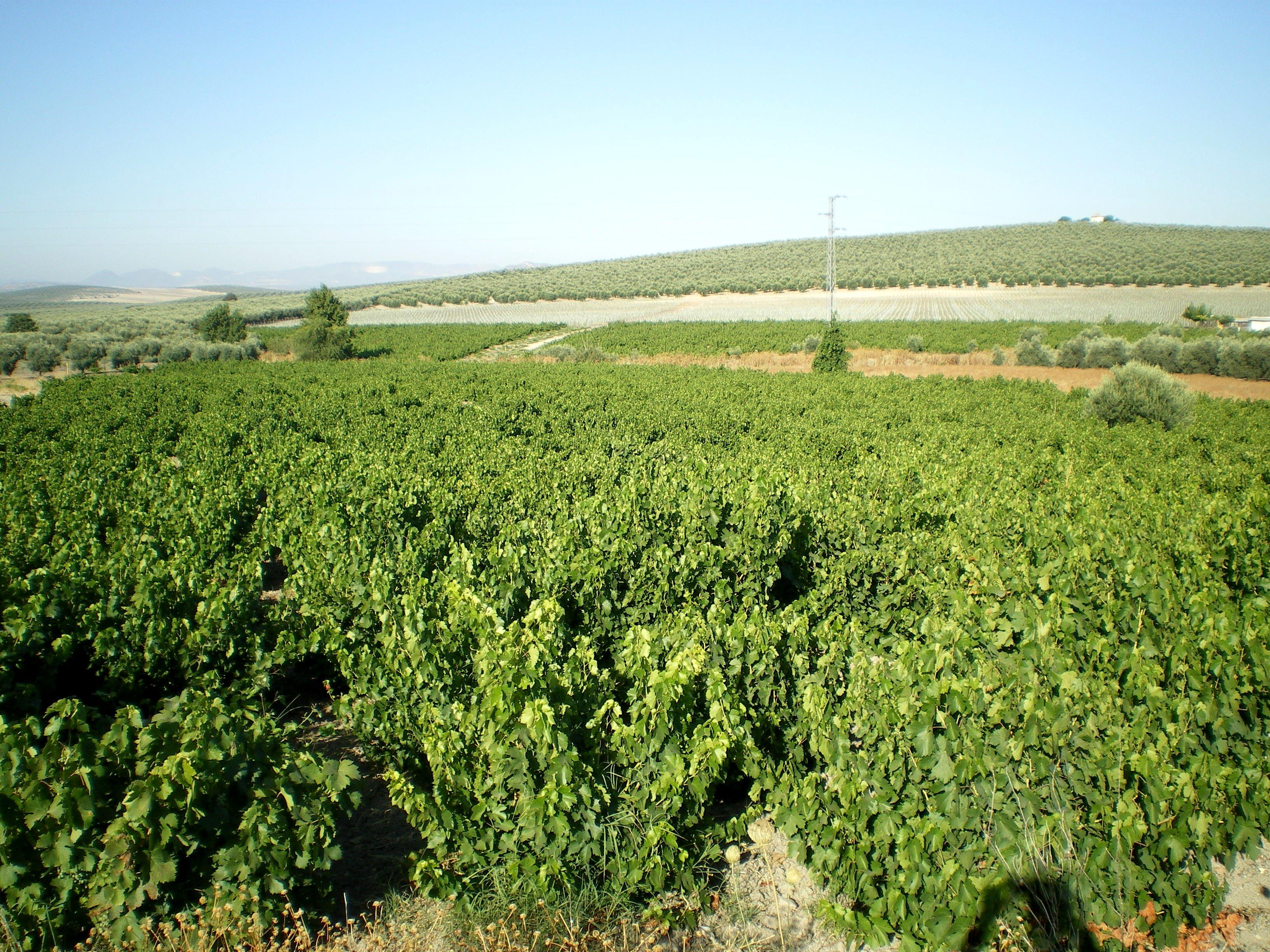
Pedro ximénez.

Les cépages andalous majoritaires sont des raisins blancs.

#### Cépages conseillés
- Blancs : Baladí Verdejo ou Jaén, Garrido fino, Muscat d'Alexandrie, Palomino fino, Palomino ou Listán et Pedro ximénez.

#### Cépages autorisés
- Blancs : Airén ou Lairén, Chardonnay, Calagraño, Jaén, Colombar, Doradilla, Gewurztraminer, Macabeu ou Viura, Montúa ou Chelva, Muscat blanc à petits grains ou Moscatel Morisco, Perruno, Riesling, Sauvignon blanc,  Torrontés, Verdejo, Vijiriego ou Vijariego, Viognier et Zalema.
- Rouges : Cabernet franc, Cabernet sauvignon, Grenache, Merlot, Graciano, Jaén tinto, Molinera, Mollar Cano, Monastrell, Petit verdot, Pinot noir, Prieto Picudo, Rome, Syrah, Tempranillo, et Tintilla de Rota.

### Vinification

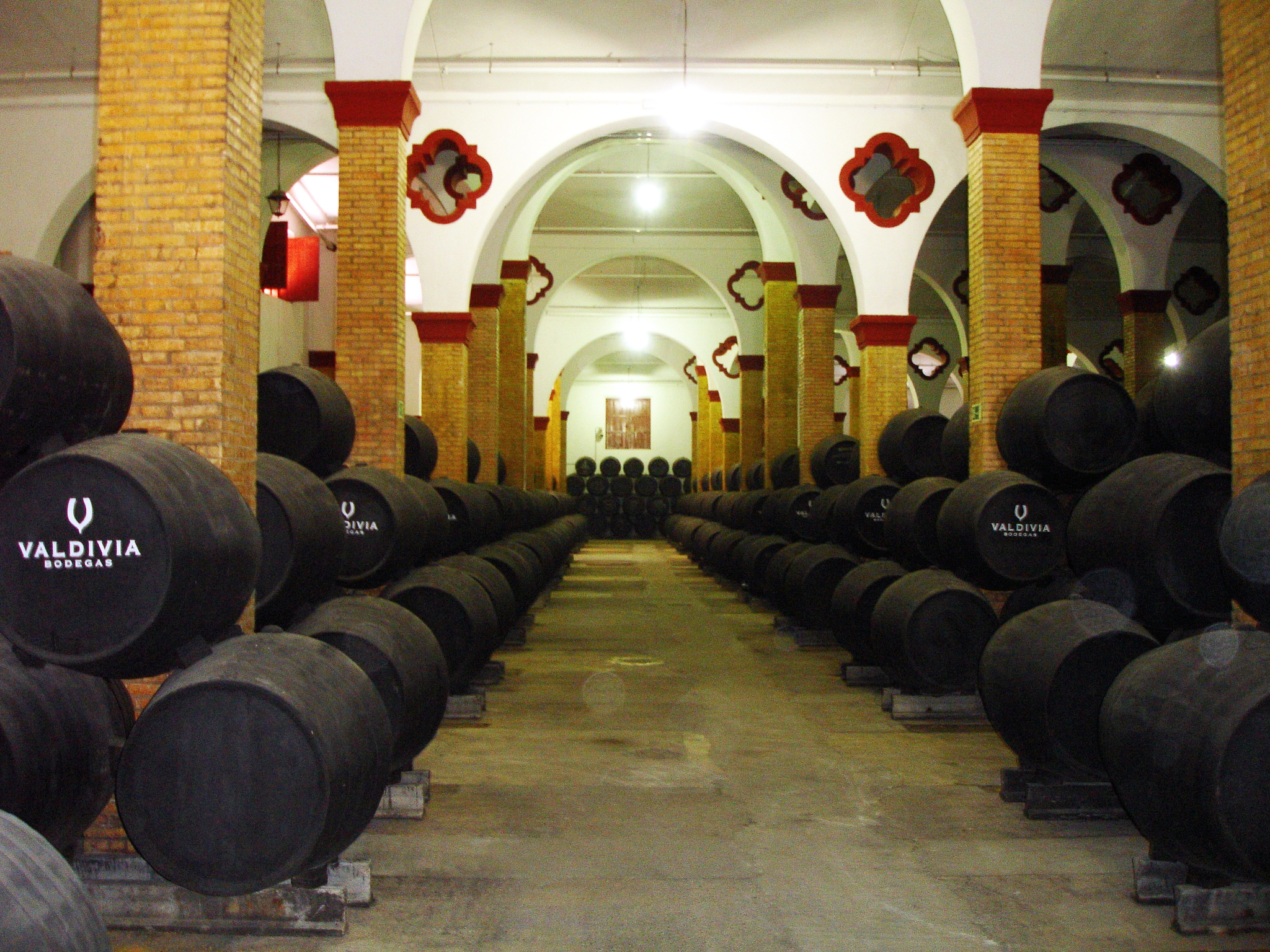
Vieillissement du vin andalou en solera.

Le vin blanc est vinifié traditionnellement avec pressurage du raisin et fermentation du moût. Ce vignoble prend sa spécificité de l'élevage du vin. Il se fait généralement en solera. Ce système permet d'homogénéiser la production d'une année à l'autre et de typer chaque maison de négoce.

## Vins

### Vins d'appellation

Vignoble DO andalou.

Le Xérès est un vin de mutage. Il est additionné d'eau-de-vie et vieilli en solera en élevage oxydatif.
Le Malaga est un vin doux issu de raisins passerillés. Son mode d'élaboration se rapproche de celui des vins doux naturels français.
Le Montilla-moriles est un vin blanc produit dans la province de Cordoue. 
Le condado de Huelva est produit entre le Guadalquivir et la frontière avec le Portugal. 
On compte aussi le Manzanilla de sanlucar de barrameda et Sierras de Malaga.

### Autres productions
- Vinaigre de xérès
- Brandy de xérès